# Lijst van beelden in Eibergen
Dit is een (onvolledige) chronologische lijst van beelden in Eibergen (Berkelland). Onder een beeld wordt hier verstaan elk driedimensionaal kunstwerk in de openbare ruimte, waarbij beeld wordt gebruikt als verzamelbegrip voor sculpturen, standbeelden, installaties, gedenktekens en overige beeldhouwwerken. Voor een volledig overzicht van de beschikbare afbeeldingen zie: Beelden in Berkelland op Wikimedia Commons.
| Geplaatst          | Omschrijving                              | Kunstenaar                                          | Locatie                                                                             | Wijk/Buurt | Materiaal              | Afbeelding                                                   |
| ------------------ | ----------------------------------------- | --------------------------------------------------- | ----------------------------------------------------------------------------------- | ---------- | ---------------------- | ------------------------------------------------------------ |
| 1948               | Dankt en Gedenkt (oorlogsmonument)        | Nicolaas van der Kreek                              | Rekkenseweg 1, zie: Lijst van oorlogsmonumenten in Berkelland (fotogalerij)         | Eibergen   | natuursteen            |                                                              |
| 1975               | IJreka Koe                                | Menno ter Braak (ter ere van)                       | Meergaardenweg / Wilhelminastraat, bij school                                       | Eibergen   | kunststof              |                                                              |
| 1978/1981          | Spelende paardjes                         | Frank Letterie                                      | Kluiversgang                                                                        | Eibergen   | brons                  |                                                              |
| 1980               | Blij dat ik leef                          | Pieter de Monchy                                    | Brink/Kluiversgang                                                                  | Eibergen   | brons                  |                                                              |
| 1983               | Vrouw met doek                            | Marius van Beek                                     | De Meergaarden                                                                      | Eibergen   | brons                  |                                                              |
| 1983               | Gedenkt niet achteraf, bedenkt vooraf     | Coen Reith                                          | De Maat                                                                             | Eibergen   | brons                  |                                                              |
| 1984               | Spelend kind                              | Ronald Tolman                                       | De Meergaarden                                                                      | Eibergen   | brons                  |                                                              |
| 1986               | Carnaval der Burgers                      | Marius van Beek                                     | Grotestraat 30                                                                      | Eibergen   | brons op sokkel        |                                                              |
| 1987               | Uil                                       | Mark Geels                                          | De Meergaarden (in kinderboerderij)                                                 | Eibergen   | brons op hoge sokkel   |                                                              |
| 1991               | Jeugd (vreemde 'vogels')                  | Mark Geels                                          | Borculoseweg                                                                        | Eibergen   | brons                  |                                                              |
| 1991               | Drietrapsspiegel                          | Jerome Symons                                       | bij De Maat                                                                         | Eibergen   | natuursteen            |                                                              |
| 1994               | Boomroosters en boomhekken Levend weefsel | Carel Lanters                                       | Brink, Nieuwstraat, J.W. Hagemanstraat, Grotestraat, de Hagen (2 afbeeldingen)      | Eibergen   | brons                  |                                                              |
| 1995               | Open schakel                              | Piet Slegers                                        | Vredenseweg 1, bij grensovergang                                                    | Eibergen   | roestvrij staal        |                                                              |
| 1996               | Indië-monument                            | Jan te Kulve                                        | Nieuwstraat/Kerkstraat                                                              | Eibergen   | steen en staal         |                                                              |
| 1996               | Cubeman                                   | Jeroen Melkert                                      | De Maat                                                                             | Eibergen   | steen                  |                                                              |
| 1996               | Prieel                                    | Ralph Lambertz                                      | Kooweide                                                                            | Eibergen   | Siliconen              |                                                              |
| 1997 (24 augustus) | Vier voetstappen                          | onbekend                                            | Brink en zijstraten. Heropening winkelcentrum door B&W, met 4 voetstappen in brons. | Eibergen   | brons                  | Heropening winkelcentrum Eibergen. Vier voetstappen van B&W. |
| 2002               | Omvallend bloementafeltje                 | Gerard Koopman en Frank Bolink - (Koopman & Bolink) | Nieuwstraat                                                                         | Eibergen   | brons                  |                                                              |
| ca. 1979           | Zonder Titel                              | Rob de Ron                                          | De Maat                                                                             | Eibergen   | cement met bronspoeder |                                                              |
| onbekend           | Non met kinderen ?                        | onbekend                                            | Grotestraat 88, bij rijksmonument 509415                                            | Eibergen   | brons                  |                                                              |